# Milonia singaeformis
Milonia singaeformis là một loài nhện trong họ Araneidae.
Loài này thuộc chi Milonia. Milonia singaeformis được miêu tả năm 1882 bởi Hasselt.